# The Great Global Warming Swindle
The Great Global Warming Swindle (A Grande Farsa do Aquecimento Global, em português) é um documentário produzido pelo britânico Martin Durkin e exibido no dia 8 de março de 2007 para a Channel 4 (mesma produtora de Beyond Citizen Kane) que apresenta idéias opostas àquelas sobre as quais se baseiam os estudos sobre o aquecimento global.
O filme apresenta cientistas, economistas, políticos, escritores e outros céticos do consenso científico sobre o aquecimento global antropogênico. A publicidade ao programa afirma que o aquecimento global provocado pelo homem é uma mentira, o maior embuste dos tempos modernos.
O canal 4 britânico, que exibiu o documentário no dia 8 de março de 2007, descreveu o filme como:
"uma polêmica que une as opiniões bem documentadas de cientistas respeitados para alcançar as mesmas conclusões. Este é um filme controverso, mas sentimos que é importante que todos os lados do debate sejam ouvidos."
A exatidão do programa foi disputada em muitos pontos e vários comentaristas o criticaram, dizendo que é parcial, que apresenta factos fabricados, e que o consenso prevalecente acerca do aquecimento global é apoiado por todas as academias científicas, países desenvolvidos e outras organizações científicas. O filme contraria as posições destas instituições científicas entrevistando cientistas como Richard Lindzen e outros contribuintes para os relatórios do IPCC, que discordam das explicações que atribuem o aquecimento global a atividades humanas.

## Pontos de vista expressos
A premissa central do filme é a de que o consenso científico atual sobre o aquecimento global tem muitas falhas científicas, e que interesses monetários escondidos nas instituições científicas e na comunicação social desencorajam o público e a comunidade científica a reconhecer ou mesmo debater isto. O filme explica o consenso científico como produto da "indústria ativista do aquecimento global", desencadeada pelo desejo de fundos para investigação. Outros alvos são os ambientalistas ocidentais que, segundo o filme, promovem a energia solar e eólica na África em vez dos combustíveis fósseis mais baratos, impedindo o desenvolvimento do continente. O filme faz a pergunta: "...se a energia solar e eólica são demasiado caras para os Estados Unidos, como pode a pobre África ter-lhes acesso?".
Algumas das pessoas que são entrevistadas são Patrick Moore, fundador, mas nos últimos 21 anos crítico da Greenpeace; Richard Lindzen, professor de meteorologia no Massachusetts Institute of Technology; Patrick Michaels, professor e investigador de ciências ambientais na Universidade da Virgínia; Nigel Calder, editor da New Scientist entre 1962  e 1966; John Christy, professor e diretor do Centro da Ciência do Sistema da Terra da Universidade de Alabama, e Paul Reiter, do Instituto Pasteur e Piers Corbyn.
Carl Wunsch, professor de oceanografia no Massachusetts Institute of Technology, foi também entrevistado. Desde então, diz que discorda fortemente das conclusões do filme e da forma como a sua entrevista foi usada.
Algumas citações do filme:
- "Imaginamos que vivemos numa era de razão, e o alarme acerca do aquecimento global aparece como ciência; mas não é ciência, é propaganda."

Paul Reiter, Instituto Pasteur, Paris.
- "Não podemos dizer que o CO2 vá dirigir as mudanças climáticas, certamente nunca o fez no passado."

Ian Clark, Departamento das Ciências da Terra, Universidade de Otawa.
- "O movimento ambientalista tornou-se a maior força que impede o desenvolvimento dos países subdesenvolvidos."

Patrick Moore, Co-fundador da Greenpeace.

## Posições defendidas no filme
O filme defende que o consenso acerca das alterações climáticas é o produto de:
"uma indústria de milhares de milhões de dólares: criada e finaciada por ambientalistas fanaticamente anti-industriais, apoiada por histórias assustadoras de cientistas à procura de fundos e difundida por políticos cúmplices e pelos meios de comunicação."
Uma série de entrevistas e gráficos para defender as suas posições que são listadas abaixo.